# Ropalidia
Ropalidia är ett släkte av getingar. Ropalidia ingår i familjen getingar.

## Bildgalleri

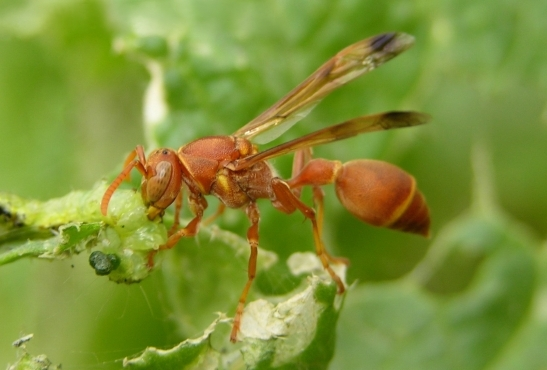
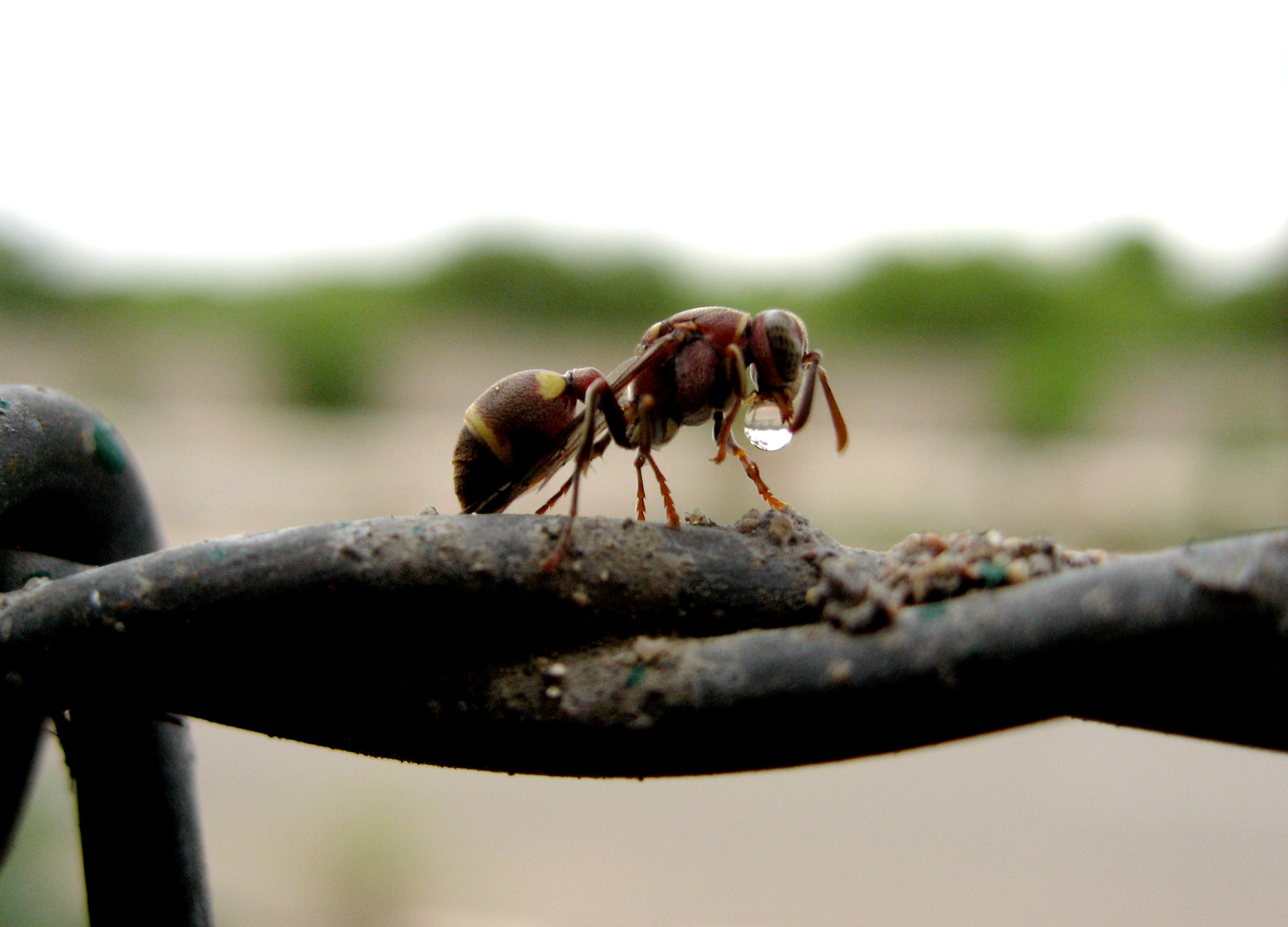
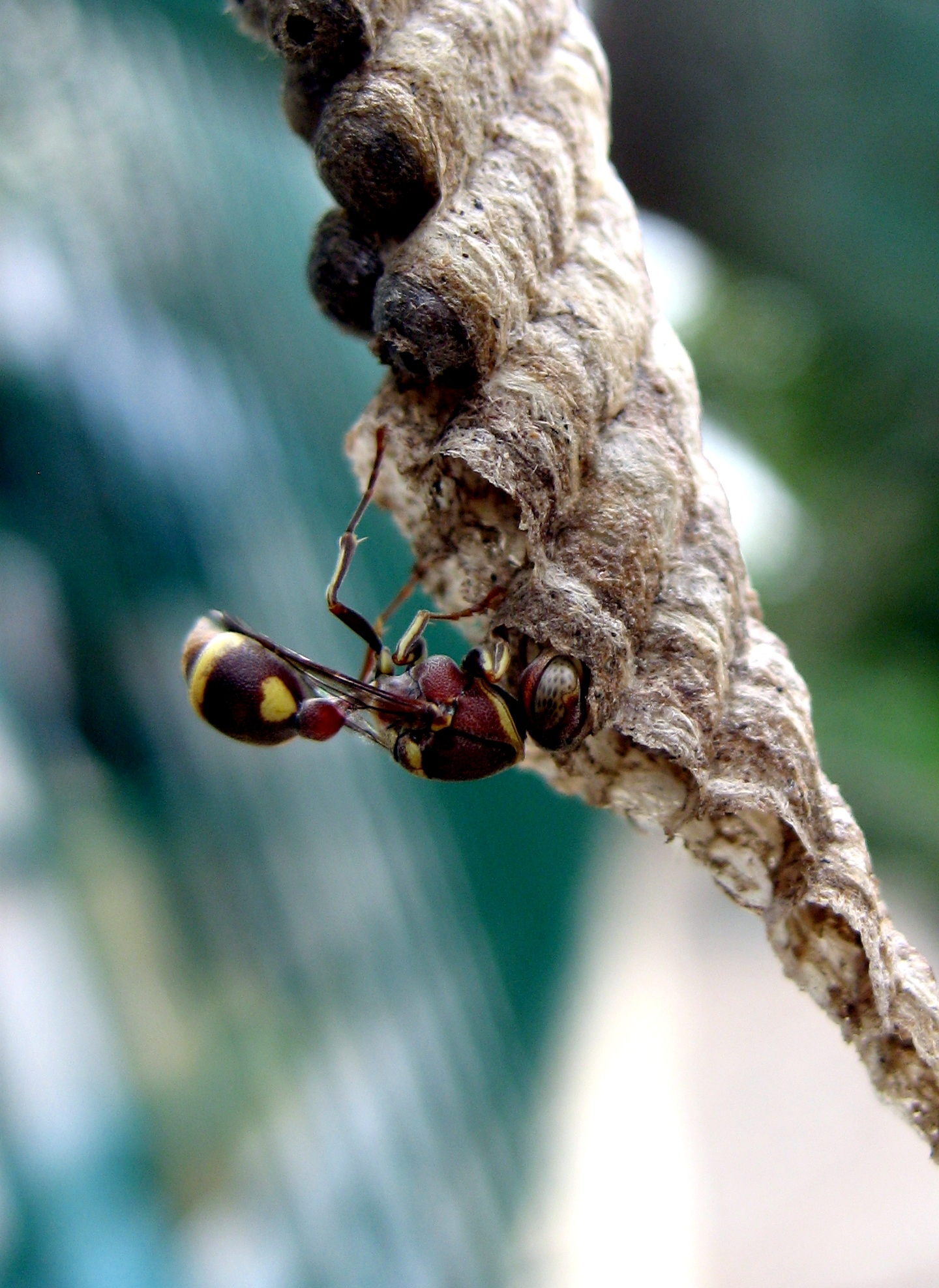
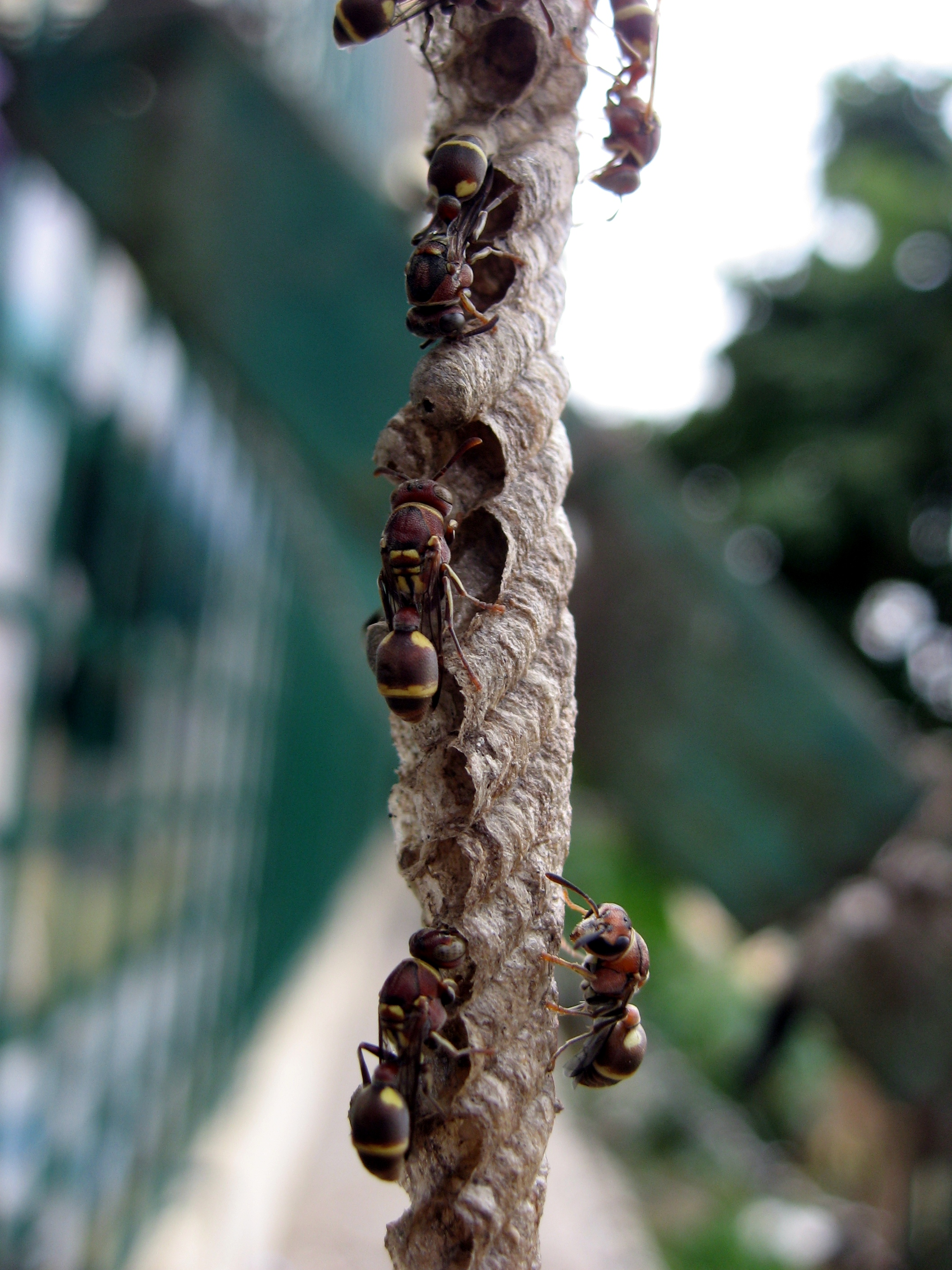

## Dottertaxa tillRopalidia, i alfabetisk ordning[1]
- Ropalidia aethiopica
- Ropalidia albobalteata
- Ropalidia anarchia
- Ropalidia andamanensis
- Ropalidia antennata
- Ropalidia aristocratica
- Ropalidia artifex
- Ropalidia atra
- Ropalidia australis
- Ropalidia bambusae
- Ropalidia bensoni
- Ropalidia bicincta
- Ropalidia bicolor
- Ropalidia bicolorata
- Ropalidia bidens
- Ropalidia binghami
- Ropalidia bipartita
- Ropalidia bispinosa
- Ropalidia brazzai
- Ropalidia brevita
- Ropalidia brunnea
- Ropalidia canaria
- Ropalidia capensis
- Ropalidia carinata
- Ropalidia catharinae
- Ropalidia celebensis
- Ropalidia cincta
- Ropalidia clavata
- Ropalidia clypeata
- Ropalidia colorata
- Ropalidia conservator
- Ropalidia conspicua
- Ropalidia constitutionalis
- Ropalidia copiaria
- Ropalidia crassa
- Ropalidia crassipunctata
- Ropalidia cristata
- Ropalidia curvilineata
- Ropalidia cyathiformis
- Ropalidia darwini
- Ropalidia deceptor
- Ropalidia decorata
- Ropalidia deminutiva
- Ropalidia democratica
- Ropalidia dichroma
- Ropalidia dispila
- Ropalidia distigma
- Ropalidia dubia
- Ropalidia ducalis
- Ropalidia duchaussoyi
- Ropalidia eboraca
- Ropalidia elegantula
- Ropalidia erythrospila
- Ropalidia eurostoma
- Ropalidia excavata
- Ropalidia extrema
- Ropalidia fasciata
- Ropalidia festina
- Ropalidia flavobrunnea
- Ropalidia flavopicta
- Ropalidia fluviatilis
- Ropalidia formosa
- Ropalidia fraterna
- Ropalidia fulvopruinosa
- Ropalidia galimatia
- Ropalidia gemmea
- Ropalidia gracilenta
- Ropalidia gracilis
- Ropalidia grandidieri
- Ropalidia granulata
- Ropalidia gregaria
- Ropalidia guttatipennis
- Ropalidia hirsuta
- Ropalidia hongkongensis
- Ropalidia horni
- Ropalidia impetuosa
- Ropalidia incurva
- Ropalidia inquieta
- Ropalidia interjecta
- Ropalidia interrupta
- Ropalidia irrequieta
- Ropalidia irritata
- Ropalidia jacobsoni
- Ropalidia jaculator
- Ropalidia javanica
- Ropalidia kurandae
- Ropalidia latebalteata
- Ropalidia latetergum
- Ropalidia laticincta
- Ropalidia lefebvrei
- Ropalidia leopoldi
- Ropalidia lepida
- Ropalidia longipetiolata
- Ropalidia loriana
- Ropalidia lugubris
- Ropalidia luzonensis
- Ropalidia mackayensis
- Ropalidia maculata
- Ropalidia maculiventris
- Ropalidia magnanima
- Ropalidia malaisei
- Ropalidia malayana
- Ropalidia marginata
- Ropalidia mathematica
- Ropalidia melania
- Ropalidia mimikae
- Ropalidia minor
- Ropalidia modesta
- Ropalidia montana
- Ropalidia mutabilis
- Ropalidia myosolica
- Ropalidia nigerrima
- Ropalidia nigra
- Ropalidia nigrescens
- Ropalidia nigrior
- Ropalidia nigrita
- Ropalidia nigrofemorata
- Ropalidia nilssoni
- Ropalidia nitidula
- Ropalidia nobilis
- Ropalidia novaeguinaea
- Ropalidia novissima
- Ropalidia nursei
- Ropalidia obscura
- Ropalidia obscurior
- Ropalidia ochracea
- Ropalidia opifex
- Ropalidia opulenta
- Ropalidia ornaticeps
- Ropalidia palawana
- Ropalidia papuana
- Ropalidia pendula
- Ropalidia petulans
- Ropalidia phalansterica
- Ropalidia philippinensis
- Ropalidia pilosa
- Ropalidia plebeja
- Ropalidia plebiana
- Ropalidia politica
- Ropalidia prasina
- Ropalidia principalis
- Ropalidia proletaria
- Ropalidia pseudomalayana
- Ropalidia pulchella
- Ropalidia ranavali
- Ropalidia reactionalis
- Ropalidia regina
- Ropalidia revolutionalis
- Ropalidia romandi
- Ropalidia rufocollaris
- Ropalidia rufoplagiata
- Ropalidia sakalava
- Ropalidia santoshae
- Ropalidia saussurei
- Ropalidia schulthessi
- Ropalidia scitula
- Ropalidia scottiana
- Ropalidia sculpturata
- Ropalidia semihyalineata
- Ropalidia sericea
- Ropalidia sexmaculata
- Ropalidia shestakowi
- Ropalidia socialis
- Ropalidia socialistica
- Ropalidia spatulata
- Ropalidia spilostoma
- Ropalidia stigma
- Ropalidia subclavata
- Ropalidia sumatrae
- Ropalidia taiwana
- Ropalidia thailandia
- Ropalidia timida
- Ropalidia tomentosa
- Ropalidia trichophthalma
- Ropalidia trimaculata
- Ropalidia turneri
- Ropalidia unicolor
- Ropalidia unidentata
- Ropalidia variabilis
- Ropalidia variegata
- Ropalidia velutina
- Ropalidia venustula
- Ropalidia vietnama
- Ropalidia vitripennis
- Ropalidia wollastoni
- Ropalidia zonata